# Histoires naturelles (Ravel)
Pour les articles homonymes, voir Histoires naturelles.
Les Histoires naturelles sont un recueil de cinq mélodies composées par Maurice Ravel en 1906 sur des textes extraits des Histoires naturelles de Jules Renard. L'œuvre porte la référence M.50, dans le catalogue des œuvres du compositeur établi par le musicologue Marcel Marnat.

La création de l'œuvre eut lieu le 12 janvier 1907 par la cantatrice Jane Bathori et le compositeur au piano, salle Érard à Paris.
Elles ont été publiées en 1907 par la maison d'édition Durand.

## Les cinq mélodies
1. Le Paon : « Il va sûrement se marier aujourd'hui ... ». Dédicataire : Jane Bathori.
2. Le Grillon : « C'est l'heure où, las d'errer ... ». Dédicataire : Madeleine Picard.
3. Le Cygne : « Il glisse sur le bassin ... ». Dédicataire : Mme Alfred Edwards.
4. Le Martin-pêcheur : « Ça n'a pas mordu, ce soir ... ». Dédicataire : Émile Engel.
5. La Pintade : « C'est la bossue de ma cour ... ». Dédicataire : Jean Roger-Ducasse.

## La prosodie
Il s’agit sans nul doute de l’œuvre de Ravel qui choqua le plus le public parisien, notamment à cause du choix des textes animaliers à l'humour particulier, en prose, et par le traitement prosodique qu'en proposa Ravel. Ces choix furent en effet à l'encontre de ce qui se pratiquait alors dans les salons de la capitale, et certains, comme Gabriel Fauré et Claude Debussy, restèrent quelque peu choqués par cette musique novatrice.
Ce traitement prosodique, encore à l'état expérimental dans Shéhérazade (notamment dans "la flûte enchantée" où certains e finaux sont élidés) trouve ici un aspect plus systématique. Ravel lui fait atteindre une certaine perfection. Émile Vuillermoz reconnut en cette œuvre une "véritable réforme prosodique" et donna à ce recueil le surnom de Bataille d'Hernani du compositeur.